# Gustav Poel (Marineoffizier)
Gustav Artur Eduard Johann Poel (* 2. August 1917 in Hamburg; † 17. Januar 2009 ebenda) war ein deutscher U-Boot-Kommandant im Zweiten Weltkrieg, Diplomingenieur, Manager der deutschen Stahlindustrie und Unternehmensberater.

## Leben
Nach dem Abitur am Gymnasium in Hannover trat Gustav Poel am 3. April 1936 (Olympia-Crew) als Offiziersanwärter in die deutsche Kriegsmarine ein. Er erhielt seine Ausbildung auf dem Segelschulschiff Gorch Fock und dem Leichten Kreuzer Emden. Am 10. September 1936 wurde er zum Seekadett, am 1. Mai 1937 nach Absolvierung des Fähnrichslehrgangs an der Marineschule Mürwik zum Fähnrich zur See und am 1. Juli 1938 zum Oberfähnrich zur See befördert. Während des Spanischen Bürgerkriegs diente er sechs Monate auf dem Torpedoboot Tiger, das sich zu dieser Zeit in spanischen Gewässern aufhielt.
Mit seiner Beförderung zum Leutnant zur See am 1. Oktober 1938 wechselte er zur U-Boot-Flotte, wo er nach einer allgemeinen U-Boot-Ausbildung zunächst als Zweiter Wachoffizier auf U 27 diente. Von Mai 1939 bis Juni 1940 diente er als Zweiter Wachoffizier auf der U 37. Nach einem Jahr bei Stabsstellen, in dem er am 1. Oktober 1940 zum Oberleutnant zur See befördert wurde und unter anderem beim Befehlshaber der U-Boote in Kiel und beim deutschen Verbindungsoffizier zum italienischen Führer der U-Boote in Bordeaux tätig war, wurde er im Juni 1941 Taktiklehrer bei der 25. U-Flottille. Am 3. Juni 1942 wurde er Kommandant des U-Boots U 413. Am 1. Februar 1943 wurde er zum Kapitänleutnant befördert. Mit U 413 war er während fünf Feindfahrten insgesamt 290 Tage auf See. Neben vier weiteren Schiffen versenkte er am 20. Februar 1944 den britischen Zerstörer HMS Warwick. Am 16. April 1944 wurde er Kompaniechef an der Marineschule Mürwik. Am 26. Januar 1945 kam er zum Stab des Kommandierenden Admirals der U-Boote Hans-Georg von Friedeburg. Dort geriet er am 9. Mai 1945 in Gefangenschaft.
Nachdem er am 6. Oktober 1945 aus der Kriegsgefangenschaft entlassen worden war, studierte er ab 1946 Hüttenkunde und Gießereiwesen an der RWTH Aachen. Im Wintersemester 1948/49 wurde er Mitglied des Corps Montania Aachen. 1951 schloss er das Studium als Dipl.-Ing. ab. Seit 1951 in der Stahlindustrie tätig, war er von 1963 bis 1970 Vorstandsmitglied verschiedener Unternehmen der rheinischen Stahlindustrie. 1970 wechselte er als Vorstandsmitglied zur Unternehmensberatungsgesellschaft Knight Wegenstein A.G. in Düsseldorf, wo er bis zu seiner Pensionierung 1982 als Direktor tätig war, danach als Aufsichtsratsvorsitzender der Knight Wendling AG. Er wohnte zu dieser Zeit in Meerbusch. Zudem war er stellvertretender Aufsichtsratsvorsitzender der Vereinigten Schlüsselfabriken AG in Solingen-Wald.

## Auszeichnungen
- Spanienkreuz in Bronze, 1939[2]
- U-Boot-Kriegsabzeichen, 1939[2]
- Eisernes Kreuz II. Klasse, 1940[2]
- Italienisches Croce di Guerra al Valor Militare, 1941[3]
- Eisernes Kreuz I. Klasse, 1942[3]
- Deutsches Kreuz in Gold am 17. Dezember 1943[4]
- Ritterkreuz des Eisernen Kreuzes am 21. März 1944[4]
- U-Boot-Frontspange in Silber, 1945[3]